# Lana Kos
Lana Kos (Varaždin, 25. rujna 1984.) je hrvatska operna pjevačica sopran. Najpoznatija je po svojim ulogama Violette u Traviati.

## Životopis
Rođena je u Varaždinu 25. rujna 1984. Učila je solo-pjevanje na Glazbenoj školi u Varaždinu, kod Darije Hreljanović. Sa 17 godina debitirala je u zagrebačkom HNK-u kao Kraljica noći u "Čarobnoj fruli". U istoj predstavi, nastupila je i na gostovanju u Ljubljani. Upisala je studij na Muzičkoj akademiji Sveučilišta u Zagrebu u razredu  Lidije Horvat-Dunjko. Svoj vokalno usavršavanje nastavila je s pedagoginjom Ljudmilom Ivanovom. Ima raspon glasa od tri oktave. Godine 2003. osvojila je nagradu na državnom natjecanju u Dubrovniku. Krajem prosinca 2005., na audiciji Mstislava Rostropoviča izabrana je za ulogu Nataše u operi "Rat i mir", moskovskog Boljšoj teatra. Sa svjetskim poznatim glazbenikom Rostropovičem, godinu dana je pripremala ulogu u operi, čija je premijera na kraju otkazana.
Četiri je godine bila (kao najmlađa) solistica Bavarske državne opere u Münchenu, u kojoj je pjevala pod vodstvom uglednih svjetskih dirigenata (Kent Nagano, Zubin Mehta, Kiril Petrenko...) . Bila je i članica Opere Slovenskoga narodnog gledališča u Mariboru.Sada je u angažmanu Opere HNK u Zagrebu. 
Ostvarila je čitav niz zapaženih nastupa u opernim kućama diljem svijeta, pa je tako nastupila i u Kini, Izraelu, Japanu, Santiago de Chileu, Tel Avivu, Bruxellesu, Liègeu, Sao Paulu, Madridu, Grazu, Bernu, Stockholmu, Napulju,Ateni itd. U kineskom gradu Guangzhou u produkciji Covent Gardena pjevala pod vodstvom  Daniela Orena. Treća je hrvatska operna pjevačica ,nakon Biserke Cvejić i Ljiljane Molnar-Talajić, koja je pjevala u veronskoj Areni. Nastupila je kao Violetta Valery u Verdijevoj "Traviati". Do sada je pjevala na više stranih jezika: talijanskom, francuskom, njemačkom, češkom i dr. 
Dobila je 2011. godine Nagradu hrvatskog glumišta u kategoriji izuzetnog ostvarenja mladih umjetnika do 30 godina - za nastup u glavnoj ulozi u operi "Lucia di Lammermoor". Godine 2013. pjevala je u duetu s Placidom Domingom na gala večeri u Veroni.
Ima sina Adama iz veze s Njujorčaninom Macchewom Svenom Brillom, koji živi na Filipinima.

## Vanjske poveznice
- Lana Kos - službene stranice  Arhivirana inačica izvorne stranice od 4. veljače 2015. (Wayback Machine) (engl.)